# Xiang-Chen Lai
Xiang-Chen Lai (* 19. März 1995) ist eine taiwanische Volleyballspielerin.

## Karriere
Lai spielte zunächst für Vereine in Taiwan. Sie nahm mit der taiwanischen Nationalmannschaft u. a. an der Volleyball-Asienmeisterschaft teil. Von 2023 bis 2025 spielte die Libera beim chinesischen Verein Guangdong Shenzhen Glorious. 2025 wurde sie vom deutschen Bundesligisten VfB 91 Suhl verpflichtet.